# Tubo de lava lunar

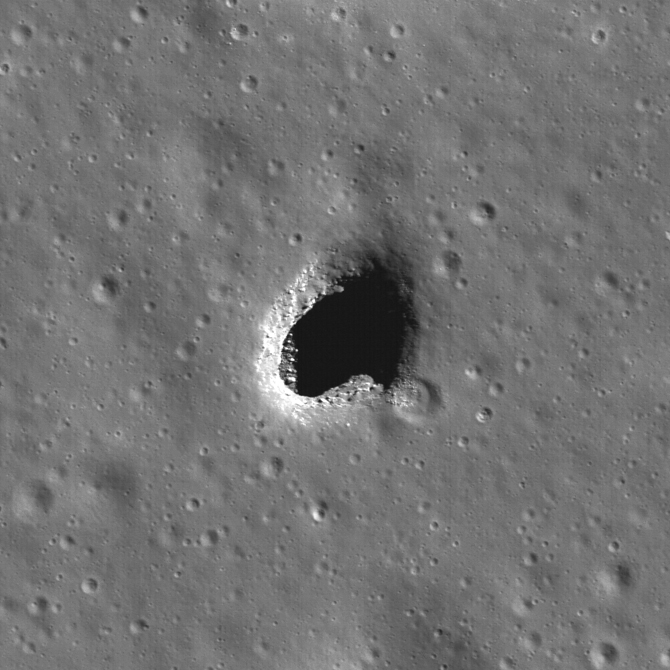
Vista de una fosa en la región de Marius Hills que podría ser un posible tubo de lava, imagen captada por la sonda estadounidense LRO.

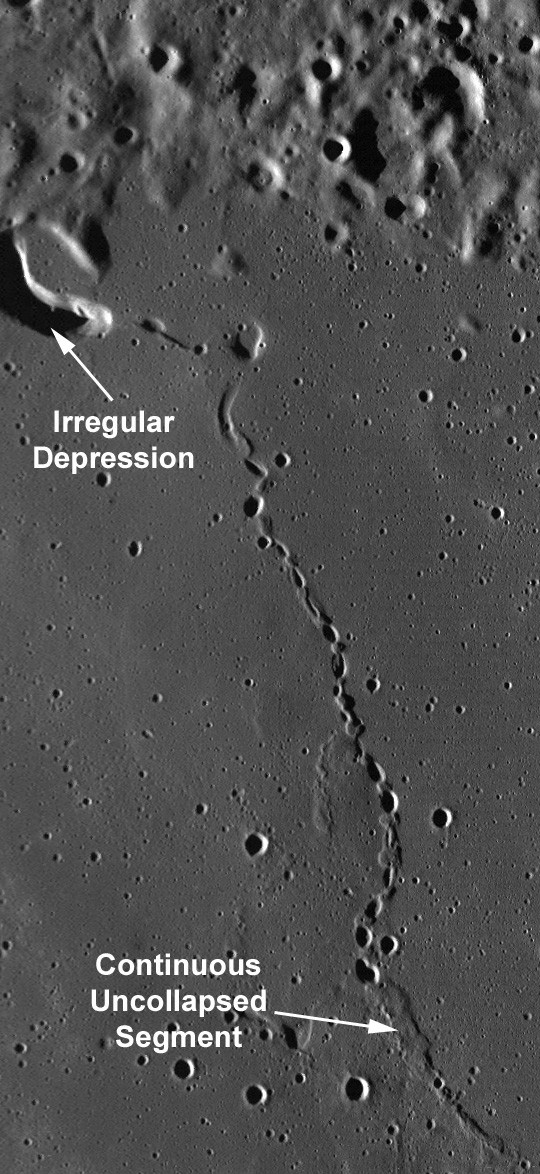
Tubo de lava muy largo y sinuoso, con un largo segmento de 50 km mostrando un rosario de pozos de colapso. Está ubicado entre el Mare Imbrium y el Oceanus Procellarum.

Los tubos de lava lunares son túneles bajo la superficie de la Luna que se cree, que se han formado durante las erupciones de flujos de lava basáltica. Cuando la superficie de un tubo de lava se enfría, se forma una capa endurecida que contiene el flujo de lava debajo de la superficie creando un pasaje en forma de conducto.  Una vez que el flujo de lava disminuye, el túnel puede ser drenado, quedando en forma de un vacío o hueco. Los tubos de lava lunares se forman en las superficies que tienen una pendiente que varía en ángulo de 0,4º a 6,5°. Los tubos de lava lunares pueden ser tan amplios como 500 metros (1.600 pies) antes de que se vuelvan inestables contra el colapso gravitacional.  Sin embargo, los tubos estables aún pueden verse afectados por eventos sísmicos o bombardeo de meteoritos.
Una de las regiones que contienen tubos de lava y rimas es Marius Hills. En 2008, una apertura a un tubo de lava (14°4′20.83″N 56°44′57.49″O / 14.0724528, -56.7493028) puede haber sido descubierto por la sonda japonesa Kaguya. Otro ejemplo podría ser Rima Hadley, que pudo haber sido un canal de lava parcialmente cubierta, algunas partes de las cuales ya se han derrumbado. También puede haber tubos de lava en el Mare Serenitatis.
Los tubos de lava lunares pueden potencialmente tener un papel como recintos para hábitats humanos.  Los túneles de más de 300 metros (980 pies) de diámetro pueden existir, situadas debajo de los 40 metros (130 pies) o más de basalto con una temperatura estable de -20 °C (-4 °F). Estos túneles naturales ofrecen protección de rayos cósmicos de radiación, meteoritos , micrometeoritos y eyecciones de masa coronaria.  Ellos están protegidos de las variaciones de temperatura en la superficie lunar, que proporcionarían un entorno estable para los habitantes. Los tubos de lava lunares se encuentran normalmente a lo largo de los límites entre mares lunares y las regiones montañosas.  Esto daría acceso de comunicaciones a las regiones elevadas, llanuras basálticas para los sitios de desembarque y cosecha de regolito, así como los recursos minerales subterráneos.